# Велоспорт на літніх Паралімпійських іграх 2012
Змагання з велоспорту на літніх Паралімпійських іграх 2012 року пройдуть у Лондонському велопарку та Брендс-Хетч з 30 серпня по 8 вересня.

## Класифікація спортсменів
Спортсмени будуть класифіковані на різні групи в залежності від ступеня інвалідності. Система класифікації дозволяє спортсменам з однаковими порушеннями конкурувати на рівних.

Атлети класифікуються на такі групи:
- B: спортсмени з порушеннями зору, які змагаються у тандемі зі зрячим пілотом попереду
- H1-H4: спортсмени з порушеннями, що впливають на роботу ніг, які використовують ручні педалі
- T1-T2: спортсмени з порушеннями, що впливають на їх здатність втримувати рівновагу, які використовують триколісні велосипеди
- C1-C5: спортсмени з порушеннями, що впливають на роботу ніг, рук та/або тулуба, які можуть використовувати звичайні велосипеди

У кожному класі цифра вказує на характер порушення спортсмена. Чим менше цифра, тим менше можливостей має спортсмен. Наприклад, спортсмен, що змагається у класі 1, має менше можливостей ніж той, хто змагається у класі 5.

## Змагання

### Трек

#### Чоловіки
| Змагання                      | Змагання             | Золото                  | Срібло                        | Бронза                  |
| ----------------------------- | -------------------- | ----------------------- | ----------------------------- | ----------------------- |
| Роздільна гонка               |                      |                         |                               |                         |
| 1 км - B                      | Ніл Фечі             | Хосе Енріке Порто Ларео | Рінне Оуст                    |                         |
| 1 км - C1-C3                  | Жан Ю Лі             | Марк Лі Колбурн         | Тобіас Граф                   |                         |
| 1 км - C4-C5                  | Альфонсо Кабелло     | Джон-Аллан Баттерворз   | Сіньян Лю                     |                         |
| Одиночна гонка переслідування |                      |                         |                               |                         |
| B                             | Кіран Модра          | Брайс Ліндорес          | Мігель Анхель Клементо Солано |                         |
| C1                            | Марк Лі Колбурн      | Жан Ю Лі                | Родріго Фернандо Лопез        |                         |
| C2                            | Жихуа Лян            | Тобіас Граф             | Лоран Тірьоне                 |                         |
| C3                            | Джозеф Берений       | Шон МакКон              | Даррен Кенні                  |                         |
| C4                            | Карол-Едуард Новак   | Їрі Єзек                | Джожі Канді                   |                         |
| C5                            | Майкл Галахер        | Джон-Алан Баттерворз    | Сіньян Лю                     |                         |
| Одиночний спринт - B          | Одиночний спринт - B | Ентоні Каппес           | Ніл Фечі                      | Хосе Енріке Порто Ларео |

#### Жінки
| Змагання                      | Змагання         | Золото         | Срібло          | Бронза |
| ----------------------------- | ---------------- | -------------- | --------------- | ------ |
| Роздільна гонка               |                  |                |                 |        |
| 500 м - C1-C3                 | Їн Хе            | Аліда Норбрюс  | Джейм Періс     |        |
| 500 м - C4-C5                 | Сара Сторі       | Дженніфер Шубл | Дзянпін Руан    |        |
| 1 км - B                      | Фелісіті Джонсон | Ейлін МакГлінн | Філіпа Грей     |        |
| Одиночна гонка переслідування |                  |                |                 |        |
| B                             | Філіппа Грей     | Кетрін Уолш    | Ейлін МакГлінн  |        |
| C1-3                          | Сіні Жан         | Сімон Кеннеді  | Елісон Джонс    |        |
| C4                            | Сюзенн Пауел     | Меган Фішер    | Александра Грін |        |
| C5                            | Сара Сторі       | Анна Харковска | Фіона Сазорн    |        |

#### Змішані
| Змагання              | Золото | Срібло          | Бронза |
| --------------------- | ------ | --------------- | ------ |
| Командний спринт C1-5 | Китай  | Велика Британія | США    |

### Шосе

#### Чоловіки
| Змагання        | Змагання           | Золото             | Срібло             | Бронза |
| --------------- | ------------------ | ------------------ | ------------------ | ------ |
| Роздільна гонка |                    |                    |                    |        |
| B               | Крістіан Венге     | Івано Піцці        | Джеймс Браун       |        |
| H1              | Марк Рохен         | Кобі Ліон          | Вольфганг Шаттауер |        |
| H2              | Хайнц Фрай         | Вальтер Аблінгер   | Вітторіо Подеста   |        |
| H3              | Рафаль Вільк       | Найгл Берлі        | Бернд Джеффре      |        |
| H4              | Алессандро Занарді | Норберт Мосандл    | Оскар Сенчез       |        |
| C1              | Мікаель Тойбер     | Марк Кольбурн      | Жан Ю Лі           |        |
| C2              | Тобіас Граф        | Жіхуа Лян          | Моріц Екхард Тіо   |        |
| C3              | Дейвід Ніколес     | Джозеф Берений     | Масакі Фуджіта     |        |
| C4              | Їрі Єзек           | Карол-Едуард Новак | Їрі Бушка          |        |
| C5              | Єгор Дементьєв     | Ксінян Лю          | Майкл Галахер      |        |
| Групова гонка   |                    |                    |                    |        |
| B               | Івано Піцці        | Кжіштоф Косіковскі | Владислав Янов'як  |        |
| H1              | Марк Рохен         | Тобіас Фанкхаузер  | Вольфганг Шаттауер |        |
| H2              | Вальтер Аблінгер   | Жан-Марк Берсе     | Вітторіо Подеста   |        |
| H3              | Рафаль Вільк       | Віко Мерклайн      | Джоель Жанно       |        |
| H4              | Алессандро Занарді | Ернст ван Дик      | Вім Деклер         |        |
| C1-3            | Роберто Барня      | Штеффен Варіяс     | Девід Ніколес      |        |
| C4-5            | Єгор Дементьєв     | Ксінян Лю          | Мішель Піттаколо   |        |

#### Жінки
| Змагання        | Змагання       | Золото                 | Срібло            | Бронза |
| --------------- | -------------- | ---------------------- | ----------------- | ------ |
| Роздільна гонка |                |                        |                   |        |
| B               | Катрін Гукен   | Філіппа Грей           | Кетрін Уолш       |        |
| H1-2            | Маріанна Девіс | Керен Дарк             | Урсула Шваллер    |        |
| H3              | Сандра Граф    | Моніка Баскіо          | Світлана Мошкович |        |
| H4              | Андреа Ескау   | Дороте Віть            | Лаура де Ван      |        |
| C1-3            | Елісон Джонс   | Тереза Дєпольдова      | Сіні Зен          |        |
| C4              | Меган Фішер    | Сюзенн Пауел           | Марі-Клод Мольнар |        |
| C5              | Сара Сторі     | Анна Харковска         | Келлі Краулі      |        |
| Групова гонка   |                |                        |                   |        |
| B               | Роббі Уельдон  | Джозефа Бенітес Гузман | Катрін Гукен      |        |
| H1-3            | Маріанна Девіс | Моніка Баскіо          | Рейчл Моріс       |        |
| H4              | Андреа Ескау   | Лаура де Ван           | Дороте Віть       |        |
| C1-3            | Сіні Зен       | Деніс Шіндлер          | Елісон Джонс      |        |
| C4-5            | Сара Сторі     | Анна Харковска         | Келлі Краулі      |        |

#### Змішані
| Змагання               | Золото      | Срібло           | Бронза          |
| ---------------------- | ----------- | ---------------- | --------------- |
| Роздільна гонка T1-2   | Кероль Кук  | Ганс-Петер Дурст | Девід Стоун     |
| Групова гонка T1-2     | Девід Стоун | Гіоргіо Фарроні  | Давід Вондрачек |
| Командна естафета T1-4 | США         | Італія           | Швейцарія       |